# Parapalos
Parapalos és una pel·lícula coproducció de Bèlgica i l'Argentina filmada en colors dirigida per Ana Poliak sobre el seu propi guió escrit en col·laboració amb Santiago Loza. Va ser estrenada al Buenos Aires Festival Internacional de Cinema Independent a l'abril de 2004, ocasió en què, a més d'obtenir l'Esment Especial de FIPRESCI, va ser el primer film argentí a guanyar el Premi a la Millor Pel·lícula en la competència internacional i també va obtenir el Gran Premi a la Millor Pel·lícula Estrangera compartit amb El sabor del te al Festival de Cinema de Torí 2004.

## Sinopsi
Un jove arribat a Buenos Aires des d'una província de l'interior del país, troba un treball com “parapalos”, aixecant les bitlles i retornant les boles en una de les poques pistes de bitlles manuals que queden a la ciutat. La seva curiositat pels altres fa que escolti les històries i pensaments filosòfics dels seus col·legues majors del lloc. El Turco, una espècie de mestre sempre de bon humor, Nippur, mescla d'hippy i heavy metal ple de somnis i contradiccions, Daniel que irradia serenitat i calidesa, Quiroga, Nancy, la prima amb la qual comparteix un modest departament. Ells podrien estar marginats i ser indiferents a la societat, però d'alguna manera cadascun es preocupa pels altres.

## Repartiment
Van participar del film els següents intèrprets:
- Adrián Suárez
- Nancy Torres
- Roque Chappay
- José Luis Seytón Guzmán
- Armando Quiroga
- Dorian Waldemar

## Comentaris
Roger Koza va opinar del film:
| « | “Una de les grans pel·lícules secretes del cinema argentí recent i un dels millors retrats del treball que ha donat la cinematografia nacional. A Parapalos Ana Poliak narra la història d'Adrián, un jove que arriba de l'interior per a començar a treballar a Buenos Aires. Ja en l'extraordinari pla seqüencia inicial, en el qual Adrián espera completament nu per la seva revisió mèdica, requisit elemental per a aconseguir una ocupació, està la xifra del film: el cos i la seva força de treball. Adrián aconseguirà un lloc en un bowling barrial; primer aprendrà l'ofici dels seus parells i després l'exercirà. La precisió geomètrica de la posada en escena és sorprenent: la pista de bowling funciona com un perímetre que estableix una distància física i simbòlica entre els qui juguen i els qui treballen. La intel·ligència sensible de Poliak consisteix a descobrir el contracampo del joc: es tracta tant d'observar els hàbits corporals dels treballadors com d'escoltar els discursos amb els quals interpreten la seva labor. | » |

Ana Poliak en la nota de Clarín va expressar:
| « | "Tots els treballs són invisibles als ulls d'aquells que gaudeixen del que l'obrer produeix. El bowling manual, sembla ser gairebé una posada en escena d'aquest fenomen. Els clients estan jugant, s'estan divertint i són gairebé inconscients que a l'altre costat de la pista hi ha persones treballant en condicions gairebé infrahumanes. M'interessava parlar d'això en forma subtil i gairebé sense mostrar als jugadors, la qual cosa seria el “contracamp” de la imatge que tots tenim d'un bowling”. | » |

Diego Lerer a Clarín va escriure:
| « | "El més interessant del film està en la seva gairebé asiàtica rigorositat visual per a sostenir-se dins d'un univers estrany i tancat…amb un ritme que li és propi, sense deixar que gens exterior ho alteri de manera falsament dramàtica o narrativa. Aquesta rigorositat es perd una mica a l'hora del llenguatge. Allí…exagera l'interès que desperta l'anecdotari i l'univers a penes simpàtic dels quals envolten al protagonista.” | » |

Diego Batlle a La Nación va escriure:
| « | "…Pot irritar a un cert públic per la seva aridesa i la sequedat, però acaba imposant-se pel rigor, l'audàcia i la capacitat de Poliak per a descobrir una gran història on ningú sembla veure-la.” | » |